# Illinois (album)
Pour les articles homonymes, voir Illinois (homonymie).
Albums de Sufjan Stevens
Seven Swans
(2004) The Avalanche
(2006)
Illinois est un album-concept de l'Américain Sufjan Stevens paru en 2005. Les chansons de l'album font référence à des villes comme Chicago et à des personnes de l'État de l'Illinois, aux États-Unis. Ce disque a fait suite à Michigan, paru en 2003, le chanteur ayant exprimé l'intention d'enregistrer 50 albums, un pour chaque État américain.
Les critiques musicales louent l'album, grâce à la qualité des paroles et de l'instrumentation.

## Titre et pochette
Le titre officiel du disque est Illinois, bien que sur la pochette il soit inscrit : « Sufjan Stevens Invites You To: Come on Feel the Illinoise ». Il s'agit d'une référence à une erreur de prononciation courante du nom de l'État, ainsi qu'un clin d'œil à une chanson du groupe hard rock Slade, Cum On Feel the Noize, popularisée par la reprise du groupe Quiet Riot.

## Honneurs
Illinois a été sacré album de l'année 2005 par Pitchfork, en plus d'apparaître dans la liste des albums les plus importants de cette année-là selon plusieurs magazines et webzines spécialisés. Il est à noter que la critique de Rolling Stone a trouvé une forte influence de Music for 18 Musicians de Steve Reich dans cet album.

## Liste des morceaux

### Disque original
1. Concerning the UFO Sighting Near Highland, Illinois – 2:09
2. The Black Hawk War, or, How to Demolish an Entire Civilization and Still Feel Good About Yourself in the Morning, or, We Apologize for the Inconvenience but You're Going to Have to Leave Now, or, 'I Have Fought the Big Knives and Will Continue to Fight Them Until They Are off Our Lands!' – 2:14
3. Come On! Feel the Illinoise! – 6:45
  1. The World's Columbian Exposition
  2. Carl Sandburg Visits Me in a Dream
4. John Wayne Gacy Jr. – 3:19
5. Jacksonville – 5:24
6. A Short Reprise for Mary Todd, Who Went Insane, but for Very Good Reasons – 0:47
7. Decatur, or, Round of Applause for Your Step Mother! – 3:03
8. One Last 'Whoo-Hoo!' for the Pullman – 0:06
9. Chicago – 6:04
10. Casimir Pulaski Day – 5:54
11. To the Workers of the Rock River Valley Region, I Have an Idea Concerning Your Predicament – 1:40
12. The Man of Metropolis Steals Our Hearts – 6:17
13. Prairie Fire that Wanders About – 2:11
14. A Conjunction of Drones Simulating the Way in which Sufjan Stevens Has an Existential Crisis in the Great Godfrey Maze – 0:19
15. The Predatory Wasp of the Palisades Is Out to Get Us! – 5:23
16. They Are Night Zombies!! They Are Neighbors!! They Have Come back from the Dead!! Ahhhh! – 5:09
17. Let's Hear that String Part Again, Because I Don't Think They Heard It All the Way out in Bushnell – 0:40
18. In this Temple as in the Hearts of Man for Whom He Saved the Earth – 0:35
19. The Seer's Tower – 3:54
20. The Tallest Man, the Broadest Shoulders – 7:03
  1. The Great Frontier
  2. Come to Me Only with Playthings Now
21. Riffs and Variations on a Single Note for Jelly Roll, Earl Hines, Louis Armstrong, Baby Dodds, and the King of Swing, to Name a Few – 0:46
22. Out of Egypt, into the Great Laugh of Mankind, and I Shake the Dirt from My Sandals as I Run – 4:21

### Édition spéciale
La version qu'il était possible de se procurer sur le iTunes Music Store comportait deux morceaux en bonus : The Avalanche et Chicago (To Strings Remix).

### Édition vinyle
The Avalanche apparaît aussi sur la version vinyle de Illinois. Voici les autres différences entre cette version et l'originale :
- La huitième piste s'intitule One last 'Whoo-hoo!' for the Pullman!!
- La neuvième piste s'intitule Go! Chicago! Go! Yeah!
- La onzième piste s'intitule To The Workers of the Rock River Valley Region, I Have an Idea Concerning Your Predicament, and it involves tube socks, a paper airplane, and twenty-two able-bodied men.
- La dix-septième pièce s'intitule Let's hear that string part again, because I don't think they heard it all the way out in Bloomington-Normal